# Halimochirurgus centriscoides
Halimochirurgus centriscoides és una espècie de peix de la família dels triacantòdids i de l'ordre dels tetraodontiformes.

## Morfologia
- Els mascles poden assolir 15 cm de longitud total.[3][4]

## Hàbitat
És un peix marí, de clima tropical i demersal que viu fins als 262 m de fondària.

## Distribució geogràfica
Es troba al Mar d'Andaman i entre Indonèsia i Austràlia.

## Observacions
És inofensiu per als humans.